# Nethaneel Mitchell-Blake
Nethaneel Joseph Mitchell-Blake (Newham, 2 de abril de 1994) é um atleta britânico.
Nos Jogos Olímpicos de Verão de 2020, conquistou a medalha de prata na prova de revezamento 4x100 metros masculino com o tempo de 37.51 segundos, ao lado de Chijindu Ujah, Zharnel Hughes e Richard Kilty. Mitchell-Blake ancorou a equipe masculina de revezamento 4 x 100m à medalha de ouro no Campeonato Mundial de Atletismo de 2017. No entanto a equipe britânica foi desclassificada em 18 de fevereiro de 2022 após Ujah testar positivo para o agente anabólico ostarina e o esteroide S-23, considerados dopantes.